# جيمي غوثري
جيمي غوثري (بالإنجليزية: Jimmie Guthrie)‏ مواليد 23 مايو 1897 في اسكتلندا - الوفاة 8 أغسطس 1937 في هوينشتاين-إرنستال، ألمانيا، كان متسابق دراجات نارية اسكتلندي فاز بكأس جزيرة مان السياحية. توفي إثر حادث تعرض له أثناء السباق.

## البطولات
- كأس جزيرة مان السياحية 1930
- كأس جزيرة مان السياحية 1937